# Principio variazionale di Hamilton
Il principio di Hamilton è un principio variazionale del gruppo dei principi di minima azione, formulato da William Rowan Hamilton. Studiato solitamente in meccanica razionale e in meccanica quantistica, il principio afferma che il moto di un sistema fisico è quello che minimizza l'integrale temporale della lagrangiana del sistema.

## Storia
Il principio di minima azione fu formulato per la prima volta dal leibniziano Maupertuis nel 1746, in opposizione ai principi della dinamica di Newton. Egli partiva dall'osservazione che la natura dell'universo richiede un certo grado di economia e si oppone ad ogni non necessaria dissipazione di "forza viva", la grandezza fisica definita da Leibniz come ‘’”il prodotto della massa per il quadrato della velocità di un sistema fisico”’’, ovvero la sua energia cinetica. Il concetto di "forza viva" aveva un ruolo centrale nella fisica leibniziana.
Eulero, nelle sue Riflessioni su alcune leggi generali della natura... del 1748, adottò il principio del minimo sforzo, corrispondente modernamente all'energia potenziale, così che la definizione di minima azione in un sistema statico fosse equivalente al principio secondo cui un sistema di corpi in quiete assume lo stato che rende minima l'energia potenziale totale. Hamilton unificò alla luce della trattazione di Lagrange della meccanica analitica le due definizioni in una più generale che tenesse conto di entrambi i contributi, e che portasse effettivamente alle stesse conclusioni della meccanica newtoniana.

## Generalità
Per dedurre le equazioni, si effettua un calcolo delle variazioni sull'azione di Hamilton, ovvero si pone una relazione integrale che riguarda il movimento globale del sistema fra due istanti di tempo nello spazio delle fasi, a partire dalla quale si possono ricavare le equazioni del moto del sistema in forma differenziale: il principio di minima azione è in effetti equivalente al secondo principio della dinamica, che nella meccanica lagrangiana è formulato per mezzo delle equazioni di Eulero-Lagrange. Lo spazio delle fasi è l'iperspazio cartesiano formato dai 2n assi quanti sono le coordinate generalizzate {\displaystyle q_{1},\dots ,q_{n},p_{1},\dots ,p_{n}}.
Più adatto ad essere generalizzato, il principio gioca per questo un ruolo molto importante nella fisica moderna: è anzi una delle grandi generalizzazioni della scienza fisica, e la sua importanza si vede appieno in diversi ambiti, tra i quali la meccanica quantistica. La formulazione di Feynman della meccanica quantistica è basata sul principio di azione stazionaria formulato usando gli integrali sui cammini, ma anche le equazioni di Maxwell possono essere ricavate come condizioni di azione stazionaria.
In generale, sono molti i problemi che possono essere rappresentati e risolti in termini di principio di minima azione: con esso è ad esempio possibile trovare il cammino più veloce, non necessariamente il più breve, fra due punti, mostrare il fatto che l'acqua che scende da una collina segue sempre la massima pendenza, ed il fatto che il cammino della luce fra due punti è sempre quello che viene percorso nel tempo più breve (principio di Fermat), oppure permette di studiare il cammino di un corpo in un campo gravitazionale, problema della caduta libera nello spazio-tempo, la cui soluzione è una traiettoria geodetica. Anche le simmetrie nei problemi di fisica possono essere sfruttate al meglio usando il principio: per esempio, il teorema di Noether stabilisce che per ogni simmetria continua in un problema di fisica corrisponde una legge di conservazione. Questa profonda connessione matematica richiede tuttavia il principio d'azione come presupposto.

## Formulazione
Si consideri un sistema fisico descritto da {\displaystyle n} coordinate generalizzate {\displaystyle \mathbf {q} =(q_{1},\dots ,q_{n})} che evolve tra due stati {\displaystyle \mathbf {q} _{1}=\mathbf {q} (t_{1})} e {\displaystyle \mathbf {q} _{2}=\mathbf {q} (t_{2})} nell'intervallo temporale compreso tra gli istanti {\displaystyle t_{1}} e {\displaystyle t_{2}}. Il principio variazionale di Hamilton afferma che l'evoluzione del sistema, descritta dalla curva {\displaystyle \mathbf {q} (t)}, è un punto stazionario del funzionale azione {\displaystyle {\mathcal {S}}} (solitamente un punto di minimo) per piccole perturbazioni della traiettoria.
In modo più esplicito, l'integrale che definisce l'azione nell'intervallo compreso tra {\displaystyle t_{1}} e {\displaystyle t_{2}} è il seguente:
{\displaystyle {\mathcal {S}}\ {\stackrel {\mathrm {\Delta } }{=}}\ \int _{t_{1}}^{t_{2}}{\mathcal {L}}({\dot {\mathbf {q} }}(t),\mathbf {q} (t),t)\,\mathrm {d} t}
dove {\displaystyle {\mathcal {L}}({\dot {\mathbf {q} }},\mathbf {q} ,t)} denota la Lagrangiana del sistema. Il principio variazionale di Hamilton afferma che un sistema fisico compie una traiettoria {\displaystyle \mathbf {q} (t)} tale da rendere minimo il valore dell'integrale che definisce l'azione {\displaystyle {\mathcal {S}}}, per tratti sufficientemente brevi di {\displaystyle \mathbf {q} (t)}. In altre parole, l'evoluzione del sistema fisico è la soluzione dell'equazione variazionale:
{\displaystyle {\frac {\delta {\mathcal {S}}}{\delta \mathbf {q} (t)}}=0}
La Lagrangiana di un sistema meccanico dipende soltanto dal tempo, dalla posizione e dalla derivata di quest'ultima rispetto al tempo, la velocità. Questo è dovuto al fatto che tali grandezze permettono di determinare univocamente lo stato meccanico del sistema descritto.

## Equazioni di Eulero-Lagrange
Se un sistema fisico è olonomo e monogenico è possibile derivare le equazioni di Lagrange dal principio di Hamilton: la richiesta che l'effettiva traiettoria percorsa da un sistema fisico sia un punto stazionario dell'azione {\displaystyle {\mathcal {S}}} è equivalente ad un sistema di equazioni differenziali la cui incognita è {\displaystyle \mathbf {q} (t)}. Data l'evoluzione {\displaystyle \mathbf {q} (t)} del sistema tra due stati {\displaystyle \mathbf {q} _{1}(t)=\mathbf {q} (t_{1})} e {\displaystyle \mathbf {q} _{2}(t)=\mathbf {q} (t_{2})} nell'intervallo temporale compreso tra gli istanti {\displaystyle t_{1}} e {\displaystyle t_{2}}, le equazioni si ricavano introducendo una piccola perturbazione {\displaystyle \mathrm {d} \mathbf {q} (t)} a {\displaystyle \mathbf {q} (t)} che si annulla agli estremi del percorso:
{\displaystyle \mathrm {d} \mathbf {q} (t_{1})=\mathrm {d} \mathbf {q} (t_{2})\ {\stackrel {\mathrm {\Delta } }{=}}\ 0}
La perturbazione produce una variazione {\displaystyle \delta {\mathcal {S}}} del funzionale azione data da:
{\displaystyle \delta {\mathcal {S}}=\int _{t_{1}}^{t_{2}}\;\left[{\mathcal {L}}({\dot {\mathbf {q} }}+\mathrm {d} {\dot {\mathbf {q} }},\mathbf {q} +\mathrm {d} \mathbf {q} )-{\mathcal {L}}({\dot {\mathbf {q} }},\mathbf {q} )\right]\,\mathrm {d} t}
Lo sviluppo in serie della differenza nell'espressione dell'integrando dà:
{\displaystyle \delta {\mathcal {S}}=\int _{t_{1}}^{t_{2}}\;\left(\mathrm {d} {\dot {\mathbf {q} }}\cdot {\frac {\partial {\mathcal {L}}}{\partial {\dot {\mathbf {q} }}}}+\mathrm {d} \mathbf {q} \cdot {\frac {\partial {\mathcal {L}}}{\partial \mathbf {q} }}\right)\,\mathrm {d} t}
Utilizzando l'integrazione per parti per il termine a destra si ottiene:
{\displaystyle \delta {\mathcal {S}}={\cancel {\left[\mathrm {d} \mathbf {q} \cdot {\frac {\partial {\mathcal {L}}}{\partial {\dot {\mathbf {q} }}}}\right]_{t_{1}}^{t_{2}}}}+\int _{t_{1}}^{t_{2}}\;\left(\mathrm {d} \mathbf {q} \cdot {\frac {\partial {\mathcal {L}}}{\partial \mathbf {q} }}-\mathrm {d} \mathbf {q} \cdot {\frac {\mathrm {d} }{\mathrm {d} t}}{\frac {\partial {\mathcal {L}}}{\partial {\dot {\mathbf {q} }}}}\right)\,\mathrm {d} t}
Le condizioni al contorno {\displaystyle \mathrm {d} \mathbf {q} (t_{1})=\mathrm {d} \mathbf {q} (t_{2})\ {\stackrel {\mathrm {\Delta } }{=}}\ 0} annullano il primo termine, per cui:
{\displaystyle \delta {\mathcal {S}}=\int _{t_{1}}^{t_{2}}\;\mathrm {d} \mathbf {q} \cdot \left({\frac {\partial {\mathcal {L}}}{\partial \mathbf {q} }}-{\frac {\mathrm {d} }{\mathrm {d} t}}{\frac {\partial {\mathcal {L}}}{\partial {\dot {\mathbf {q} }}}}\right)\,\mathrm {d} t}
Il principio di Hamilton richiede che {\displaystyle \delta {\mathcal {S}}} sia nullo per ogni possibile perturbazione in quanto la traiettoria percorsa è un punto stazionario dell'azione. Tale richiesta è dunque soddisfatta se e solo se valgono le equazioni di Eulero–Lagrange:
{\displaystyle {\frac {\mathrm {d} }{\mathrm {d} t}}{\frac {\partial {\mathcal {L}}}{\partial {\dot {\mathbf {q} }}}}-{\frac {\partial {\mathcal {L}}}{\partial \mathbf {q} }}=0}
Si tratta di un sistema di N equazioni differenziali del secondo ordine, la cui soluzione contiene 2N costanti arbitrarie da determinare.

### Quantità di moto canonica e costanti del moto
La quantità di moto coniugata {\displaystyle p_{i}} relativa alla coordinata generalizzata {\displaystyle q_{i}} è definita dall'equazione:
{\displaystyle p_{i}\ {\stackrel {\mathrm {\Delta } }{=}}\ {\frac {\partial {\mathcal {L}}}{\partial {\dot {q}}_{i}}}}.
Se l'espressione di {\displaystyle {\mathcal {L}}} non contiene la coordinata generalizzata {\displaystyle q_{i}} si verifica che:
{\displaystyle {\frac {\partial {\mathcal {L}}}{\partial q_{i}}}=0}
In tal caso le equazioni di Eulero-Lagrange mostrano che la variazione temporale di {\displaystyle p_{i}} è nulla, e pertanto si tratta di una costante del moto. Inoltre, {\displaystyle q_{i}} è detta coordinata ciclica.

## Principio di Hamilton ampliato
Il principio di Hamilton può essere ampliato anche a sistemi non conservativi e vincoli anolonomi, a patto che siano lineari nelle {\displaystyle {\dot {q}}_{i}} ed integrabili in maniera esatta. Ogni moto del sistema che avviene nello stesso intervallo di tempo e fra le stesse configurazioni estreme, cioè {\displaystyle \mathrm {d} q_{i}(t_{1})=\mathrm {d} q_{i}(t_{2})=0}, ha la proprietà di assumere un valore estremo all'integrale:
{\displaystyle {\mathcal {S}}=\int _{t_{1}}^{t_{2}}\left[\mathbf {p} \cdot {\dot {\mathbf {q} }}-{\mathcal {H}}(\mathbf {p} ,\mathbf {q} ,t)\right]\,\mathrm {d} t}
dove {\displaystyle {\mathcal {H}}} è la funzione Hamiltoniana. Il principio si può enunciare in modo diverso affermando che ogni moto del sistema che avviene nello stesso intervallo di tempo e fra le stesse configurazioni estreme ha la proprietà di annullare la variazione dell'integrale ampliato di Hamilton:
{\displaystyle \delta {\mathcal {S}}=\delta \int _{t_{1}}^{t_{2}}\left[\mathbf {p} \cdot {\dot {\mathbf {q} }}-{\mathcal {H}}(\mathbf {p} ,\mathbf {q} ,t)\right]\,\mathrm {d} t}
L'azione ora introdotta è diversa dall'azione nel caso precedente, in quanto non è necessario che {\displaystyle p_{i}} siano i momenti coniugati delle variabili {\displaystyle q_{h}}: in generale {\displaystyle p_{i}\neq \partial {\mathcal {L}}/\partial {\dot {q}}_{i}}. Se questa condizione è verificata, l'azione ampliata si identifica con l'azione di Hamilton.

### Equazioni di Hamilton
Da questo principio è possibile dedurre le equazioni di Hamilton. Si considerino tutte le curve (che variano nello spazio delle configurazioni) che hanno la proprietà di percorrere il tragitto {\displaystyle t_{1},t_{2}} nello stesso tempo, caratterizzate da un parametro di variazione virtuale {\displaystyle \varepsilon }. Allora la variazione dell'integrale diventa:
{\displaystyle \delta {\mathcal {S}}={\frac {\partial {\mathcal {S}}}{\partial \varepsilon }}d\varepsilon =d\varepsilon {\frac {\partial }{\partial \varepsilon }}\int _{t_{1}}^{t_{2}}\left[\mathbf {p} \cdot {\dot {\mathbf {q} }}-{\mathcal {H}}(\mathbf {p} ,\mathbf {q} ,t)\right]\,\mathrm {d} t}
Derivando parzialmente rispetto ad {\displaystyle \varepsilon } dentro l'integrale si ottiene:
{\displaystyle d\varepsilon \int _{t_{1}}^{t_{2}}\sum _{i}\left({\frac {\partial p_{i}}{\partial \varepsilon }}{\dot {q}}_{i}+p_{i}{\frac {\partial {\dot {q}}_{i}}{\partial \varepsilon }}-{\frac {\partial {\mathcal {H}}}{\partial q_{i}}}{\frac {\partial q_{i}}{\partial \varepsilon }}-{\frac {\partial {\mathcal {H}}}{\partial p_{i}}}{\frac {\partial p_{i}}{\partial \varepsilon }}\right)\,\mathrm {d} t=0}
Integrando per parti la quantità:
{\displaystyle \int _{t_{1}}^{t_{2}}p_{i}{\frac {\partial {\dot {q}}_{i}}{\partial \varepsilon }}\,\mathrm {d} t=\int _{t_{1}}^{t_{2}}p_{i}{\frac {\mathrm {d} }{\mathrm {d} t}}{\frac {\partial q_{i}}{\partial \varepsilon }}\,\mathrm {d} t={\cancel {\left.p_{i}{\frac {\partial q_{i}}{\partial \varepsilon }}\right|_{t_{1}}^{t_{2}}}}-\int _{t_{1}}^{t_{2}}{\dot {p}}_{i}{\frac {\partial q_{i}}{\partial \varepsilon }}\,\mathrm {d} t}
Infine, si ottiene la forma:
{\displaystyle \int _{t_{1}}^{t_{2}}\sum _{i}\left[{\frac {\partial p_{i}}{\partial \varepsilon }}d\varepsilon \left({\dot {q}}_{i}-{\frac {\partial {\mathcal {H}}}{\partial p_{i}}}\right)-{\frac {\partial q_{i}}{\partial \varepsilon }}d\varepsilon \left({\dot {p}}_{i}+{\frac {\partial {\mathcal {H}}}{\partial q_{i}}}\right)\right]\,\mathrm {d} t=0}
e questo è nullo se e solo se le somme rispettive alla variazione delle coordinate generalizzate {\displaystyle {\frac {\partial q_{i}}{\partial \varepsilon }}d\varepsilon } e alla variazione dei momenti lineari coniugati {\displaystyle {\frac {\partial p_{i}}{\partial \varepsilon }}d\varepsilon } sono rispettivamente nulle e ciò avviene solo se le espressioni tra parentesi tonde si annullano, cioè:
{\displaystyle {\dot {q}}_{i}={\frac {\partial {\mathcal {H}}}{\partial p_{i}}}\qquad {\dot {p}}_{i}=-{\frac {\partial {\mathcal {H}}}{\partial q_{i}}}}
che sono le equazioni di Hamilton.

## Esempio
Si consideri ad esempio una particella libera di massa {\displaystyle m} che si muove lungo una linea retta. In assenza di un potenziale, la Lagrangiana è uguale all'energia cinetica, che in coordinate ortogonali {\displaystyle (x,y)} ha la forma:
{\displaystyle {\mathcal {L}}={\frac {1}{2}}mv^{2}={\frac {1}{2}}m\left({\dot {x}}^{2}+{\dot {y}}^{2}\right)}
dove il punto denota la derivazione rispetto alla variabile che parametrizza la curva percorsa, che solitamente è il tempo {\displaystyle t}. Applicando le equazioni di Eulero–Lagrange:
{\displaystyle {\frac {\mathrm {d} }{\mathrm {d} t}}\left({\frac {\partial {\mathcal {L}}}{\partial {\dot {x}}}}\right)-{\frac {\partial {\mathcal {L}}}{\partial x}}=0}
si ottiene subito:
{\displaystyle m{\ddot {x}}=0}
e allo stesso modo per {\displaystyle y}. Si vede così che la formulazione di Eulero–Lagrange può essere usata per derivare la legge di Newton.
In coordinate polari {\displaystyle (r,\theta )} l'energia cinetica ha invece la forma:
{\displaystyle {\mathcal {L}}={\frac {1}{2}}m\left({\dot {r}}^{2}+r^{2}{\dot {\theta }}^{2}\right)}
e le equazioni di Eulero–Lagrange diventano:
{\displaystyle {\frac {\mathrm {d} }{\mathrm {d} t}}\left({\frac {\partial {\mathcal {L}}}{\partial {\dot {r}}}}\right)-{\frac {\partial {\mathcal {L}}}{\partial r}}=0\implies {\ddot {r}}-r{\dot {\theta }}^{2}=0}
{\displaystyle {\frac {\mathrm {d} }{\mathrm {d} t}}\left({\frac {\partial {\mathcal {L}}}{\partial {\dot {\theta }}}}\right)-{\frac {\partial {\mathcal {L}}}{\partial \theta }}=0\implies {\ddot {\theta }}+{\frac {2}{r}}{\dot {r}}{\dot {\theta }}=0}
la cui soluzione è:
{\displaystyle r={\sqrt {(at+b)^{2}+c^{2}}}}
{\displaystyle \theta =\tan ^{-1}\left({\frac {at+b}{c}}\right)+d}
per un insieme di costanti {\displaystyle a}, {\displaystyle b}, {\displaystyle c}, {\displaystyle d} determinate dalle condizioni iniziali.